# Virginia (film)
Virginia (ang. Virginia's Run, 2002) – amerykańsko-kanadyjski film familijny w reżyserii Petera Markle. Film w Polsce emitowany był za pośrednictwem kanału ZigZap.

## Fabuła
Virginia (Lindze Letherman) próbując pozbierać się po śmierci matki, która zginęła w wypadku podczas jazdy konnej dwa lata wcześniej, zajmuje się hodowlą źrebaka klaczy, na której zginęła jej matka. Koń nazwany przez Virginię „Stormy”, należy do lokalnego potentata, Pana Blake’a Rainesa (Robert Guy Miranda). 
Nadopiekuńczy ojciec Virginii, Ford (Gabriel Byrne), zabrania jej jeździć konno, martwiąc się, że przytrafi jej się to samo co matce. Ostatecznie Ford ustępuje, kiedy pojawia się zdolna trenerka Jessie (Joanne Whalley), która została wynajęta do opieki nad koniem. 

## Obsada
- Gabriel Byrne jako Ford Lofton
- Joanne Whalley jako Jessie Eastwood
- Lindze Letherman jako Virginia Lofton
- Kevin Zegers jako Darrow Raines
- Rachel Skarsten jako Caroline Lofton
- Robert Guy Miranda jako Blake Raines
- Jeremy Akerman jako Huntington Crane
- John Dunsworth jako Gliniarz
- Jocelyn Cunningham jako Lydia
- Andrew Thomson jako lekarz
- Celia Alida jako Rutte Deborah
- Adrien Labrecque jako Joel